# Là dove scende il fiume
Là dove scende il fiume (Bend of the River) è un film statunitense del 1952 diretto da Anthony Mann. Fa parte dei cinque film di questo genere diretti da Anthony Mann con protagonista James Stewart: Winchester '73 (1950), Là dove scende il fiume (1952), Lo sperone nudo (1953), Terra lontana (1955) e L'uomo di Laramie (1955).
È il secondo film del trio Mann-Stewart-Chase (regista, attore e sceneggiatore), sulle orme di Winchester '73, dove due amici con passati simili dimostrano aspirazioni divergenti e dove viene dimostrato che a volte esiste una possibilità di redenzione. Nessuno dei protagonisti è comunque del tutto puro o del tutto nero: anche Kennedy dimostra di avere una sorta di codice di onore quando impedisce che "il rosso" uccida Stewart, e dove questi dimostra tutto il suo travaglio spirituale nei fugaci gesti verso il collo sempre coperto dal fazzoletto e nello sguardo stravolto quando viene bloccato nell'atto di uccidere Cole con il pugnale. Grande spazio ai paesaggi (dell'Oregon, dove il film è stato effettivamente girato), silenziosi ma importanti comprimari nel film.

## Trama
Nel 1880 una carovana di pionieri deve raggiungere l'Oregon. A fare da guida nei territori selvaggi si propone Glyn McLyntock, un avventuriero. Nessuno sa che l'uomo è un predone del Missouri che, dopo aver rischiato l'impiccagione, cerca di dimenticare la propria vita passata e la cicatrice che ha sul collo. Durante una perlustrazione in avanscoperta, Glyn si trova a salvare la vita a Emerson Cole, un ladro di cavalli. I due si riconoscono di fama ma nessuno ha intenzione di tradire l'altro, in una sorta di tacita intesa.
Nella stessa notte la carovana viene attaccata da un gruppetto di indiani che feriscono Laura, la bella figlia del capo carovana Jeremia. Sia Glyn che Cole dimostrano il loro coraggio riuscendo ad uccidere tutti gli indiani appostati intorno ai carri e salvandosi la vita a vicenda. Emerson decide di accompagnare i pionieri sino alla città di Portland da dove il gruppo ripartirà su un barcone dopo aver fatto rifornimento, risalendo il fiume, alla volta della terra che coltiveranno. Una volta trovato il posto ideale per costruire la nuova cittadina i pionieri iniziano a costruire e a coltivare ma, con l'arrivo imminente dell'inverno, la situazione si complica a causa dei viveri, già comprati in città, ma che tardano ad arrivare. Pertanto Glyn e Jeremia si affrettano a tornare a Portland per recuperare la merce.
La città è in fermento a causa della scoperta dell'oro e i due trovano le loro scorte e il loro bestiame sul molo, in attesa di essere rivenduto al miglior offerente. McLyntonk convince un gruppo di perdigiorno ubriaconi a caricare il tutto sul barcone e va ad affrontare Hendricks che non aveva mantenuto la promessa della consegna. Nel saloon incontra Laura, ristabilitasi dopo la convalescenza, che sta lavorando per Hendricks come cassiera per il cambio dell'oro in dollari. Nel frattempo si è fidanzata con Cole, il quale gestisce il saloon. Glyn affronta Hendricks e scatena una sparatoria aiutato da Cole e dal giovane giocatore di poker Trey Wilson. Il gruppo scappa sul barcone e fugge inseguito da Hendrycks e dai suoi scagnozzi. Il carico di viveri, comunque, è davvero prezioso, tanto che durante il viaggio di ritorno, sulle montagne, dei minatori offrono centomila dollari per averlo. Gli ubriaconi assunti in città e lo stesso Cole non tardano allora a tradire McLyntock e rubare il carico. A questo punto l'eroe, disarmato e abbandonato su un nevaio, giura vendetta e affronta i nemici nell'epica resa dei conti finale.

## Edizione italiana
Nella versione DVD italiana, uscita nel 2004, è stato effettuato un nuovo doppiaggio che ha reso le voci storiche non più disponibili. Inoltre viene indicata la presenza del trailer originale che però, di fatto, nel DVD non esiste.
La versione DVD del 2013 recupera il doppiaggio d'epoca.